# آبشار گورگور خیاوچای
آبشار گورگور خیاوچای در جنوب روستای موییل در در ۱۴ کیلومتری جنوب شرقی شهرستان مشگین شهر در استان اردبیل واقع گردیده است. ارتفاع این آبشار حدود ۱۲ متر و دریاچه‌ای به مساحت ۲۰۰ مترمربع محوطه گردشگاهی دارد. ارتفاع این منطقه از سطح دریا ۲۲۲۳ متر و در دامنه کوه سبلان واقع گردیده است.